# Anomis africana
Anomis africana là một loài bướm đêm trong họ Erebidae.